# 3859 Börngen
3859 Börngen eller 1987 EW är en asteroid i huvudbältet som upptäcktes den 4 mars 1987 av den amerikanske astronomen Edward L.G. Bowell vid Anderson Mesa Station. Den är uppkallad efter den tyske astronomen Freimut Börngen.
Asteroiden har en diameter på ungefär 21 kilometer och den tillhör asteroidgruppen Themis.